# Taxi Driver (Gym Class Heroes)
Taxi Driver è il primo singolo dei Gym Class Heroes, proveniente dall'album The Papercut Chronicles. La canzone è stata scritta da Travis McCoy, il leader della band, ed è conosciuta per il testo molto particolare in cui vengono citati i gruppi che piacciono ai Gym Class Heroes. Le band vengono citate in questo ordine:
- Death Cab for Cutie
- Dashboard Confessional
- Cursive
- Bright Eyes
- Sunny Day Real Estate
- My Chemical Romance
- Hey Mercedes
- Coheed and Cambria
- Fall Out Boy
- Boy Meets Girl
- Jimmy Eat World
- Thrice
- Brand New
- The Postal Service
- Planes Mistaken for Stars
- At the Drive-In
- ...And You Will Know Us by the Trail of Dead
- Midtown
- The Get Up Kids
- Scraps & Heart Attacks
- The Early November
- Thursday
- Taking Back Sunday
- Jets to Brazil
- Story of the Year
- Hot Water Music